# Herntrop
Herntrop ist ein wüst gefallener Ort in der Nähe von Kloster Grafschaft im Hochsauerlandkreis (Nordrhein-Westfalen). Die Flur Aufm Herntrop, etwa 800 bis 1000 Meter vom Kloster entfernt, bezeichnet in etwa die Stelle, an der sich der Ort im Hochmittelalter befand.
Es sind verschiedene Schreibweisen überliefert, 1072 als Hathincdorf, 1125 und 1228 als Hermincthorp, 1284 und 1292 als Herentorp und 1296 als Heringtorp. Der Ort umfasste zwei Hofstellen, von denen eine 1292 durch Übertragung der Eigentümer Craft und Widekind von Grafschaft an das Kloster kamen. Von dieser Übertragung waren 24 Morgen Ackerland ausgenommen, die an die Schmallenberger Bürger gingen. Aus diesem Umstand ist zu schließen, dass der Hof schon um diese Zeit wüst gefallen war. Die Osthälfte der Gemarkung wurde dem Klostergut zugeschlagen und kleinere Flächen wurden an Grafschafter Bauern und Schmallenberger Bürger vergeben.
Der Ort ist wie viele andere Orte im späten Mittelalter dem großen Wüstungsprozess zum Opfer gefallen. Es hat sich dabei wohl um einen schleichenden, langsamen Vorgang gehandelt. Dieser setzte um 1300 ein.  Der Untergang dieser stadtnahen Siedlung ist vermutlich mit der Entwicklung des städtischen Mittelpunktes von Schmallenberg verbunden. Ein weiterer Grund waren Pestepidemien und das Bedürfnis der Bewohner, in der Stadt Schutz zu suchen.